# دپیوتی (ایندیانا)
دپیوتی (به انگلیسی: Deputy) یک منطقهٔ مسکونی در ایالات متحده آمریکا است که در شهرستان جفرسون، ایندیانا واقع شده‌است. دپیوتی ۰٫۱۹ کیلومتر مربع مساحت و ۸۶ نفر جمعیت دارد و ۱۹۱٫۱۱ متر بالاتر از سطح دریا واقع شده‌است.